# Eja livadarka
Eja livadarka (lat.: Circus pygargus ) je ptica selica iz porodice eja.  

## Taksonomija
Prvi opis livadarske eje dao je švedski prirodoslovac Carl Linnaeus 1758. godine u desetom izdanju svog Systema Naturae pod binomnim imenom Falco pygargus. Rod Circus uveo je francuski prirodoslovac Bernard Germain de Lacépède 1799. godine. Ime roda potječe od starogrčkog jezika. Riječ Circus  odnosi se na grabljivu pticu nazvanu zbog svog kružnog leta ( kirkos, "krug"), a latinski pojam pygargus izveden je iz grčkog naziva pugargosa, iz puge, "kuk" i argosa, "bijeli sjaj". Naziv vrste koristio se sve dok Montagu nije ju identificirao kao druga vrsta.

## Opis

### Perje
Spolno dvoličje posebno je vidljivo u perju ove vrste. Mužjake odraslih jedinki karakterizira njihovo sveukupno blijedo-sivo pero s crnim vrhovima krila. U odnosu na druge eje, ova vrsta ima karakteristične crne trake duž sekundarnih perja, iznad i ispod krila i hrđave pruge na trbuhu i bokovima. Ženke odraslih jedinki imaju slično perje kao kod stepske i eje strnjarice. Donji dijelovi su uglavnom blijedo-žuto-smeđe boje, trbuh s uzdužnim prugama i krila ukrižena. Gornji su dijelovi jednoparni tamno smeđe boje, osim gornjih bijelih perja i nevidljivih blijedih perja središnjeg krila. 
Mladunci podsjećaju na žensku, ali razlikuje se po trbuhu i ispod krila koji nisu vidljivi, ali jednoliko crvene smeđe boje. 

### Let
Eja livadarka ima posebno graciozan let, snažni i elegantni udari krila koji daju dojam plovnosti i lakoće. Na taj način, traži plijen na zemlji, leti nisko i uglavnom drži krila. 

### Dimenzije
Eja livadarka je mali grabežljivac, iako se čini većim zbog velike površine krila u usporedbi s malom tjelesnom težinom, što mu daje uobičajeno plutajući let. Ženka je veća od mužjaka jer ženka treba proizvesti jaja, no to se ne vidi na terenu. 
- Raspon krila: 97–115 cm
- Duljina: 43–47 cm
- Prosječna težina: 
  - Muško: 265 g
  - Ženska: 345 g

## Stanište
Ova vrsta se može naći u srednjem umjerenom pojasu, ali ie se može naći i u mediteranskoj klimi. Gnijezdi se uglavnom u širokim riječnim dolinama, ravnicama i na obalama jezera i mora. Može se razmnožavati u močvarnim područjima. Također je se može naći u vrijesovima i dinama, a može se naći i u stepskim krajevima.

## Hranjenje
Livadarka se hrani uglavnom mladim glodavacima, malim pticama, ptičjim jajima, gmazovima (uključujući zmije ) i velikim kukcima.   

## Status i distribucija
Ova vrsta se još uvijek može pronaći u većem dijelu zapadnog paleoarktičke zone. U većini europskih zemalja živi najmanje mala populacija, osim u Norveškoj gdje je nema. Rasplodno područje se proteže sve do istočnog Urala, dok je najzapadnije stanovništvo Portugala. Uzgoj se također događa u sjevernoj Africi, uglavnom u Maroku. U Velikoj Britaniji vrsta je ograničena na južnu Englesku. Unatoč širokoj rasprostranjenosti, ova ptica nije uobičajena u mnogim područjima i ima veliku populaciju u Francuskoj, Španjolskoj, Rusiji, Bjelorusiji i Poljskoj, gdje se može naći veći dio europske populacije.  

## Ponašanje i razmnožavanje
Ponekad može biti samotna i pohlepna, kako tijekom sezone parenja, tako i zimi. Jedan Par može se udružiti s drugim parovima kako bi formiraokolonije, s čak 30 gnijezda na istom području, ponekad čak i 10 metara odvojeno. Partneri brane područje o 300–400 metara oko gnijezda. najčešće se brane od veliki grabljivica, vrana i lisica. 
Ženka liježe 3 do 5 jaja na kojima sjedi 27-40 dana. Mladunci napuštaju gnijezdo nakon 28–42 dana i neovisni su dva tjedna kasnije. 
Mužjaci mogu biti poligamni, pa moraju hraniti dvije ženke, a kasnije i dva legla. 

## Migracija
Eja livadarka je ptica selica koja se seli na velike udaljenosti. Ptice iz Euroazije zimu provode u subsaharskoj Africi, dok se ptice iz istočnog dijela prelaze na indijski potkontinent. U Europi se prve ptice počinju seliti početkom kolovoza, a većina se seli sredinom listopada.   